# فرودگاه صحرایی لوگان (آلاباما)
فرودگاه صحرایی لوگان (آلاباما) (به انگلیسی: Logan Field (Alabama)) (به زبان بومی: Samson Municipal Airport) یک فرودگاه همگانی است که یک باند فرود آسفالت دارد و طول باند آن ۹۹۲ متر است. این فرودگاه در شهر سامسون، آلاباما کشور ایالات متحده آمریکا قرار دارد و در ارتفاع ۶۱ متری از سطح دریا واقع شده است .